# B2M Entertainment
A B2M Entertainment (em coreano:  비투엠엔터테인멘트) é uma gravadora sul-coreana, fundada por Gil Jong-hwa em 2010, que anteriormente trabalhou para a DSP Media, gerenciando diversos artistas. A B2M trabalha com a LOEN Entertainment como a distribuidora de lançamentos musicais.

## Artistas
- Lee Hyori[2]
- Heo Young-saeng[3]
- Kim Kyu-jong[3]
- Spica
- Eric Nam[4]
- Nicole Jung
- Four Ladies
- Kim Sunghee